# Hespenedra chilensis
Hespenedra chilensis är en insektsart som beskrevs av Maximilian Spinola 1852. Hespenedra chilensis ingår i släktet Hespenedra och familjen dvärgstritar. Inga underarter finns listade i Catalogue of Life.